# Ханс Вьолке
Ханс Ото Вьолке (на немски: Hans Otto Woellke); 18 февруари 1911 г., Бишофсбург (Бискупец, окръг Олщин, Варминско-Мазурско войводство, Полша.), по това време в  Германската империя – 22 март 1943 г., Хатин, Логойски окръг, Белоруска ССР, СССР) – немски спортист, шампион по тласкане на гюле на летните олимпийски игри през 1936 г. Берлин. Германски полицай. Смъртта на Вьолке в битка със съветските партизани предизвиква наказателна операция, по време на която белоруското село Хатин е унищожено заедно с жителите.
Ханс Вьолке става първият германски спортист на Олимпийските игри през 1936 г., който печели златен медал при мъжете. Ханс печели бронзовия медал в тласкането на гюле на Европейското първенство по лека атлетика през 1938 г. На Европейското първенство по лека атлетика през 1934 г. той завършва осми.
Вьолке е служил в берлинската полиция. След като спечели Олимпиадата, той е повишен от подофицер в лейтенант с личната заповед на Адолф Хитлер. По време на Втората световна война той е прехвърлен в полицията за сигурност (на немски: Schutzpolizei), получава чин хауптман.
Около 10:00 сутринта на 22 март 1943 г. Ханс Вьолке, който пътува от Плещеници за Минск, придружен от двама картечари, е убит в престрелка с партизани от бригадата на Василий Воронянский близо до село Хатин, окупирано от 118-и полицейски батальон с началник-щаб Григорий Васюра. По германски данни Вьолке, който е ранен в рамото при обстрела на колата, е успял сам да излезе от нея и се е опитал да избяга, но е бил застрелян. Неговата смърт е причината за наказателната операция, проведена в същия ден, по време на която 149 цивилни жители на Хатин са изгорени живи, включително 75 деца.
Вьолке е повишен в чин майор посмъртно.